# Мир хатам, війна палацам
Мир хатам (халупам), війна палацам! — крилатий вислів.

## Походження і значення вислову
Цей заклик уперше прозвучав 1792 року в доповіді французького революціонера, члена Конвенту (Національних зборів) П'єра-Жозефа Камбона. Камбон вимагав, щоб командування французьких військ знищувало скрізь феодальні порядки та замінювало чиновників старої влади представниками народу. Заклик набув популярності й часто звучав як клятва революціонерів.
У 1834 році ці слова повторив німецький письменник Георг Бюхнер, який почав ними прокламацію, адресовану селянам.
В часи громадянської війни в Росії більшовики використовували це гасло на плакатах та листівках.

## В літературі й кіно
- «Мир хатам, війна палацам» [Архівовано 11 серпня 2020 у Wayback Machine.] (1959) — назва історичного роману Юрія Смолича.
- «Мир хатам, війна палацам» — чотирьохсерійний фільм, знятий за мотивами дилогії Юрія Смолича «Мир хатам, війна палацам» і «Реве та стогне Дніпр широкий»[2].
- «Мир хатам, війна палацам» (1919) — фільм М. Бонч-Томашевського.

## Євромайдан
Це гасло стало одним з основних серед ліво-радикальних учасників Євромайдану. Протягом подій грудня 2013-лютого 2014 років чимало таких надписів з'явилося на стінах будинків Києва та інших міст України.[джерело?]